# Andy Wharton
Andy Wharton (Bacup, Inglaterra, 21 de diciembre de 1961-3 de abril de 2025) fue un futbolista inglés que jugó en la posición de defensa.

## Equipos
| Periodo   | Club                         | Apariciones | Goles |
| --------- | ---------------------------- | ----------- | ----- |
| 1979-1984 | Burnley FC                   | 65          | 6     |
| 1983-1984 | → Torquay United FC (cedido) | 10          | 0     |
| 1984–1985 | Chester City FC              | 23          | 2     |

## Logros
- Segunda División de Inglaterra (1): 1981/82
- Copa Anglo-Escocesa (1): 1978/79